# KBS 뉴스 7 충주
《KBS 뉴스 7 충주》는 월요일 ~ 수요일, 금요일 저녁 7시 30분에 KBS충주 1TV로 방송되었던 한국방송공사의 뉴스 프로그램이다.

## 앵커
- 박찬송 아나운서

## 경쟁 지역뉴스 프로그램
- 5 MBC 뉴스 충북 (MBC충북)
- CJB 뉴스 (1740) (CJB TV)